# 石井明美
石井明美（1965年8月26日—），日本女性歌手、模特兒。出身於千葉縣館山市。代表作有1986年的《CHA-CHA-CHA》。

## 簡介
1986年作為歌手出道，出道單曲《CHA-CHA-CHA》因作為同年的大熱電視劇《男女7人夏物語》而備受歡迎，銷量就超過80萬張，成為1986年度日本單曲銷量冠軍，一炮而紅。當年獲得日本有線大賞最優秀新人賞、全日本有線放送大賞最優秀新人賞。1987年，《CHA-CHA-CHA》更被選定第59屆選拔高校棒球大會的入場進行曲。
1989年，發表大膽半裸的寫真集。
1997年，演唱《火曜推理劇場》的主題曲。
1991年結婚，逐漸淡出藝能界。之後離婚，重新開展歌手活動。

## 其它
與著名視覺系樂團X JAPAN的YOSHIKI（林佳樹）和TOSHI（出山利三）是中學同級生。
高校時期，是館山市溫水泳池的看視員。
擁有美容師資格證書。

## 音樂作品

### 單曲
1. CHA-CHA-CHA （1986年8月14日）
2. （1986年11月12日）
3. （1987年2月26日）
4. JOY （1987年7月22日）
5. （1988年2月26日）
6. SHAKE UP （1988年8月26日）
7. （1989年11月22日）
8. （1990年3月21日）
9. （1990年6月21日）
10. （1990年11月21日）
11. （1993年10月1日）
12. （1994年2月2日）
13. （1996年6月21日）
14. （1997年9月10日）
15. 抱いてサンバ（2016年11月23日）

### 專輯
- Mona Lisa （1986年11月21日）
- Joy （1987年8月26日）
- Fanatique （1988年11月2日）
- （1990年7月1日）
- The Best of Akemi Ishii （1990年12月21日）
- （1994年4月21日）
- GOLDEN J-POP/THE BEST 石井明美 （1998年11月21日）
- （2007年1月24日）
- COLORS（2011年8月5日）

## 寫真集
- （1989年12月10日）

## 外部連結
- 所属事務所：Office Cotton
- 石井明美官方博客 （页面存档备份，存于）
- 石井明美的X（前Twitter）